# Wilhelm Landzettel

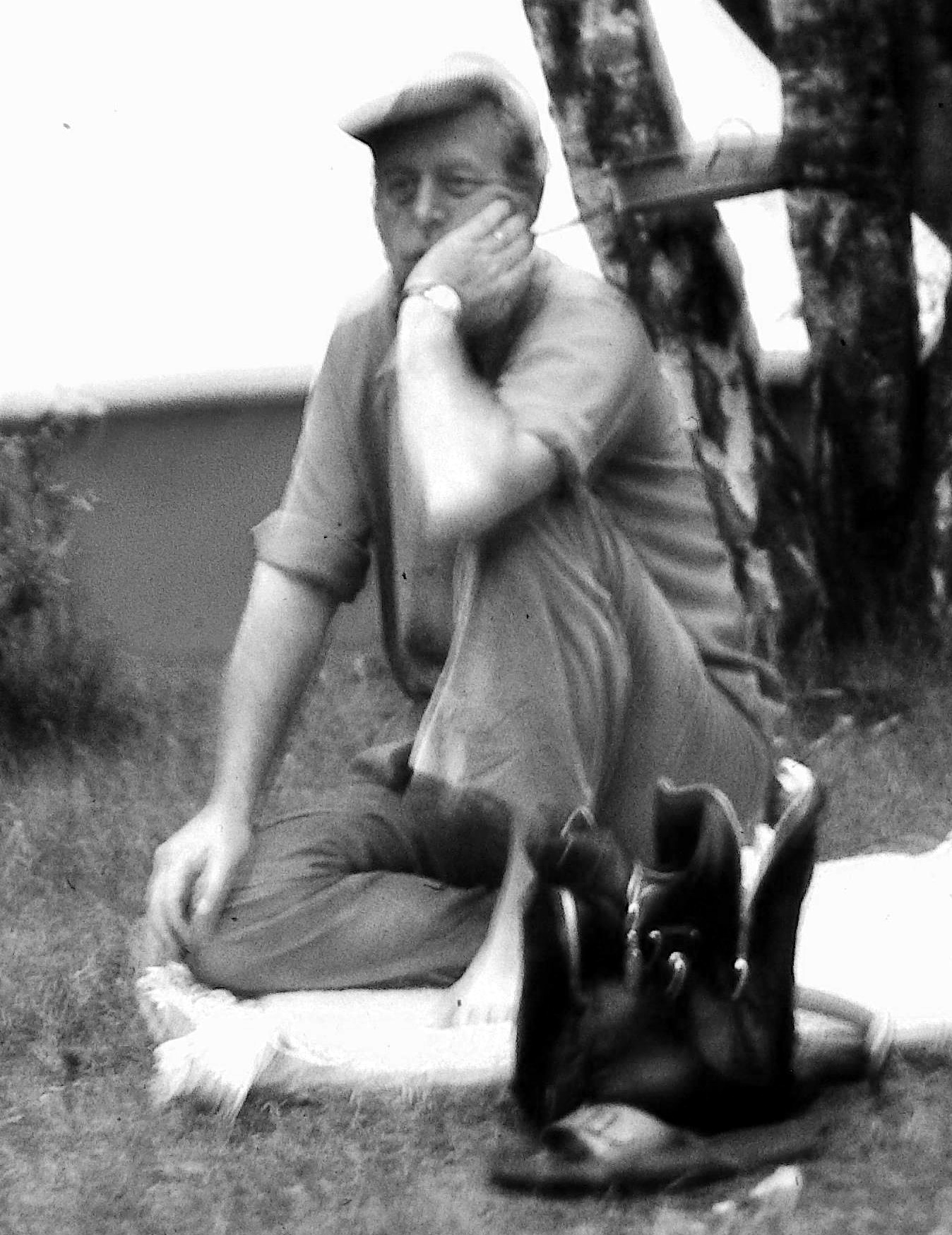
Wilhelm Landzettel (1977)

Wilhelm Landzettel (* 8. September 1926 in Witten; † 24. Februar 1995 in Hannover) war ein deutscher Architekt und Hochschullehrer. Die Arbeiten des „Vaters der Dorferneuerung“ in Deutschland waren geprägt von der Erkenntnis, „daß der moderne Bauernhof ein Produktionsbetrieb ist, der technische Entwicklungen nutzen und seine Arbeitsverfahren rationalisieren muß.“

## Leben
Wilhelm Landzettel beantragte am 14. März 1944 die Aufnahme in die NSDAP und wurde zum 20. April desselben Jahres aufgenommen (Mitgliedsnummer 10.015.522). Er studierte Architektur an der Technischen Hochschule Darmstadt und legte dort 1953 die Diplom-Hauptprüfung ab. Seine daran unmittelbar anschließende zweijährige Tätigkeit in der „Arbeitsgemeinschaft landwirtschaftliches Bauen“ vermittelten „ihm erste intensive Einblicke in die Probleme bäuerlicher Siedlungsstrukturen“.
Im Januar 1956 übernahm Landzettel die Leitung der Bauabteilung der Landwirtschaftskammer Pfalz. Am 5. Mai 1959 wurde er „als jüngster deutscher Ordinarius zum ordentlichen Professor ernannt [wurde] und auf den neu eingerichteten ersten deutschen Lehrstuhl für das ländliche Bau- und Siedlungswesen“ an die Technische Hochschule Hannover berufen.
Für die Neuausrichtung des bundesweit ausgeschriebenen Wettbewerbes Unser Dorf soll schöner werden nach 1963 und der Auswertung hierzu erstellter Fragebögen waren Landzettel und der Architekt Wilhelm Miehling als externe Experten beauftragt worden. Mit ihrer Auffassung, „die Lebensgewohnheiten der Menschen gleichen sich immer mehr an“, prognostizierten sie Betroffenen mit entgegengesetzten, rein konservatorischen Vorstellungen etwa für bäuerliche (Neu-)Bauten mit ausschließlich althergebrachten Materialien wie Fachwerk, Naturstein, Schiefer oder hölzernen Schindeln den Weg in die Bedeutungslosigkeit, ja den Abgang als Modernisierungsverlierer.
1990 wurde Wilhelm Landzettel in Gehrden mit der Heinrich-Tessenow-Medaille geehrt.

## Schriften
- Landwirtschaftliches Bauen im Umbruch. Zusammenfassender Bericht aus einem Vortrag, hrsg. von der Arbeitsgemeinschaft zur Verbesserung der Agrarstruktur Hessen e.V., Wiesbaden 1961
- Ländliches Wohnen. Wesen, Form, Entwicklung, Auswertung einer Arbeit zur Entwicklung von Entwurfssystemen bäuerlicher Wohnhäuser, mit Ekkehard Bollmann u. a., München 1964
- Gruppenlandwirtschaft. Eine Studie zur gemeinschaftlichen Milchviehhaltung, mit Klaus Schäfer und Heinar Henckel, Hannover 1968
- Siedlungen in Kopenhagen, mit Eike Georg Hensch u. a. Hannover 1968
- Nutzungsuntersuchung bäuerlicher Wohnhäuser, mit Heinar Henckel unter Mitarbeit von Anneliese Schlüter und Gerd Heybey, Hannover 1968
  - Bd. 1: Grundriss und Wohnvorgänge;
  - Bd. 2: Einrichtung und Nutzungsdetails;
  - Bd. 3: Planungsempfehlungen
- Bäuerliche Wohnhäuser am Hang mit Heinar Henckel unter Mitarbeit von Gerd Heybey, Hannover 1969
- Aluminium im landwirtschaftlichen Bauen mit Eike Georg Hensch, unter Mitarbeit von Karl-Heinz Kirschner, Frankfurt 1970
- Wohnhaustypen für die Selbsthilfe, mit Volker Schwier, Teil 1 unter Mitarbeit von Adolf Licker und Joachim Schoenmakers Hannover 1972
- Gestaltaspekte, mit Wolfram Goldapp und Hans Haas, Hannover 1972
- Das Phänomen Wohnen, Hannover 1975
- Wohnung und Wohnbedürfnisse. Hinweise zur Planung und Bewertung ländlicher Wohnhäuser, mit Heinar Henckel, Hannover 1975
- Wege und Orte. Landschaft und Siedlung in Hessen, Hannover 1977
- Häuser und Strassen. Dorfentwicklung in Hessen, unter Mitarbeit von Joachim Desczyk und Christa Landzettel, Hannover 1979
- Mensch und Bauwerk, Dorfentwicklung in Hessen, mit Annette Bartels und Joachim Desczyk, unter Mitarbeit von Wolfgang Bubolz, Wiesbaden 1981
- Urmotive und Gestaltaspekte des Bauens auf dem Lande, Frankfurt-Höchst: Förderkreis Denkmalpflege Main-Taunus-Kreis, Bd. 6, 1981
- Ländliche Siedlung in Niedersachsen, mit Heiner Henckel u. a., Hannover 1981
- Campingplätze in Niedersachsen, mit Joachim Desczyk, hrsg. vom Niedersächsischen Sozialminister und dem Verband der Campingplatzhalter Niedersachsen e. V., Hannover, ca. 1982
- Das Dorf, in dem wir leben. Eine Sehhilfe für Landschaft und Siedlung, mit Christa Landzettel u. a., hrsg. vom Niedersächsischen Sozialminister, Hannover 1985
- Dorferneuerung in Niedersachsen, mit Annette Bartels, Christa Landzettel und Reiner Nagel, Hannover 1985